# Théophylacte Lopatinski
Pour les articles homonymes, voir Théophylacte.
Théophylacte (en russe : Феофилакт, né Fiodor Leontïevitch Lopatinski (en russe : Фёдор Леонтьевич Лопатинский) est un théologien russe et l'un des fondateurs de l'Académie slavo-gréco-latine de Moscou.

## Biographie
Il naît en Volhynie. Après avoir enseigné à l'Académie gréco-latine de Pierre Mohyla à Kiev, il part pour Moscou en 1705 et participe à la fondation de l'Académie slavo-gréco-latine de Moscou sous Pierre le Grand et en sera professeur, puis préfet (1706-1708) et enfin recteur (1708-1722). Il est dans le même temps archimandrite du monastère Tchoudov (Monastère des miracles) de Moscou.
Il fut un théologien très instruit dont l'enseignement était fortement influencé par le thomisme. Il est dans le camp d'Étienne Iavorski dans sa lutte contre l'influence protestante des réformes de Pierre le Grand et de son principal conseiller, Théophane Prokopovitch.
Il publie le Roc de la Foi d'Étienne Iavorski après la mort de ce dernier, et au traité de Théophane Prokopovitch intitulé Об иге неудобоносимом ("Sous le joug désagréable"), il répond par un essai intitulé Об иге Господнем благом ("Sous le joug agréable du Seigneur"). 
Il subit alors les attaques de Théophane Prokopovitch.
Malgré cette opposition notoire, il fut nommé conseiller puis vice-président du Saint Synode et occupa la fonction d'archevêque de Tver. C'est lui, et non Prokopovitch, qui préside aux destinées du Saint Synode après la mort de Pierre le Grand en 1725, en écartant notamment Théodose Ianovski.
Mais en 1730, il subit la disgrâce : exclu du Synode et convoqué en 1732 par le tribunal de la Chancellerie secrête.
De 1738 à 1740, il est tenu au secret dans la forteresse de Vyborg. À l'avènement de l'impératrice Élisabeth, le 31 décembre 1740, il est libéré et réhabilité par le Saint Synode. Il meurt le 6 mai 1741.

## Œuvres
- Les Dogmes de la religion orthodoxe, Paris, 1792
- Политиколепная аптеозис ("Apothéose politique"), Moscou, 1709 (Description de la cérémonie d'accueil du vainqueur de la Poltava)
- Божие уничижителей гордых уничижение, при вшествии свейские силы разорителя, Moscou, 1710. Comédie.
- Слово о богодарованном мире, заключенном российскою империею с короною шведскою ("Traité sur la paix conclue par l'empire russe avec la couronne de Suède"), Moscou, 1722
- Ode au prince Dimitrie Cantemir en introduction de son Système de la religion mouhammédane, 1722.
- Об иге Господнем благом ("Sous le joug agréable du Seigneur")
- Зерцало горчайшего к Господу Богу духа, Moscou, 1782
- Обличение неправды раскольнической ("Réfutation des erreurs du Raskol").
- Апокризис, или Ответ на писание ответно Франциска Буддея и пр. ("Apocrisis, ou Réponse à la réponse écrite de Johann Franz Buddeus"). Cet ouvrage a été rédigé pour défendre Le Roc de la Foi de Stéphane Iavorski attaqué par le théologien luthérien allemand.

## Sources
- Article Rulex tiré du Dictionnaire biographique russe